# Il manifesto
Il manifesto est un journal politique italien, créé à l'origine comme une revue politique à périodicité mensuelle, publié pour la première fois le 24 juin 1969. Il a été fondé par une frange dissidente du Parti communiste italien dont les protagonistes furent Aldo Natoli, Luigi Pintor et Rossana Rossanda.

## Histoire
Dès la sortie du deuxième numéro, en novembre 1969, qui condamnait l'invasion de la Tchécoslovaquie par les troupes du Pacte de Varsovie, les rédacteurs sont exclus du Parti communiste Italien. La direction du PCI — qui avait également condamné l'intervention en Tchécoslovaquie — leur reprochait une trop grande proximité avec l’extrême gauche étudiante et d’être excessivement critique à l'égard du bloc communiste.
Avec la transformation de la revue en quotidien (intervenue en avril 1971), le groupe de dissidents s'organisa en parti politique, participant aux élections législatives de 1972. Ce groupe fusionna par la suite avec le Parti d'unité prolétarienne (PdUP), pour former, en 1974, le Parti d'unité prolétarienne pour le communisme.
Il manifesto continue aujourd'hui de paraître et de revendiquer son identité politique communiste, tout en préservant son indépendance à l'égard des partis politiques. Il traduit en italien depuis 1994 le mensuel français Le Monde diplomatique.
Il manifesto publie un supplément culturel le dimanche intitulé Alias Domenica

## Les directeurs
- 1971-1975, Luigi Pintor
- 1975-1976, Valentino Parlato
- 1976-1976, Luigi Pintor, Luciana Castellina, Pino Ferraris, Vittorio Foa, Valentino Parlato, Rossana Rossanda
- 1976-1978, Luciana Castellina, Valentino Parlato, Rossana Rossanda
- 1978-1985, Valentino Parlato
- 1985-1986, Rina Gagliardi et Mauro Paissan
- 1988-1990, Valentino Parlato
- 1990-1991, Sandro Medici
- 1991-1995, Luigi Pintor
- 1995-1998, Valentino Parlato
- 1998-2003, Riccardo Barenghi et Roberta Carlini
- 2003-2009, Mariuccia Ciotta et Gabriele Polo
- 2009-2010, Valentino Parlato
- 2010-2012, Norma Rangeri et Angelo Mastrandrea
- 2013-2014, Norma Rangeri
- 2014-2023, Norma Rangeri et Tommaso Di Francesco
- 2023-, Andrea Fabozzi

### Collaborateurs historiques
- Stefano Benni
- Alberto Burgio
- Luciano Canfora
- Franco Carlini
- Stefano Chiarini
- Erri De Luca
- Umberto Eco
- Ida Farè
- Marcello Flores
- Franco Fortini
- Eduardo Galeano
- Filippo Gentiloni
- K.S. Karol
- Serge Latouche
- Nico Perrone
- Alessandro Portelli
- Marco Revelli
- Gianni Riotta
- Osvaldo Soriano
- Gianni Vattimo
- Jean-Paul Sartre
- Claudio Tognonato